# 25e Match des étoiles de la Ligue nationale de hockey
Match précédent Match suivant
Le 25e Match des étoiles de la Ligue nationale de hockey fut tenu le 25 janvier 1972 dans le domicile des North Stars du Minnesota, le Met Sports Center. La conférence de l'Est remporta ce match par la marque de 3 à 2 aux dépens de la conférence de l'Ouest. 21 des 38 joueurs présents prirent également part à la série du siècle opposant le Canada à l'Union soviétique. Le joueur du match fut Bobby Orr des Bruins de Boston qui démontra par ses exploits en défensive pourquoi il était le recent gagnant du trophée James-Norris, il obtient également une passe sur le but gagnant compté par Phil Esposito. Les Blackhawks de Chicago alignèrent un nombre record de huit joueur lors de ce match d'étoile.

## Effectif

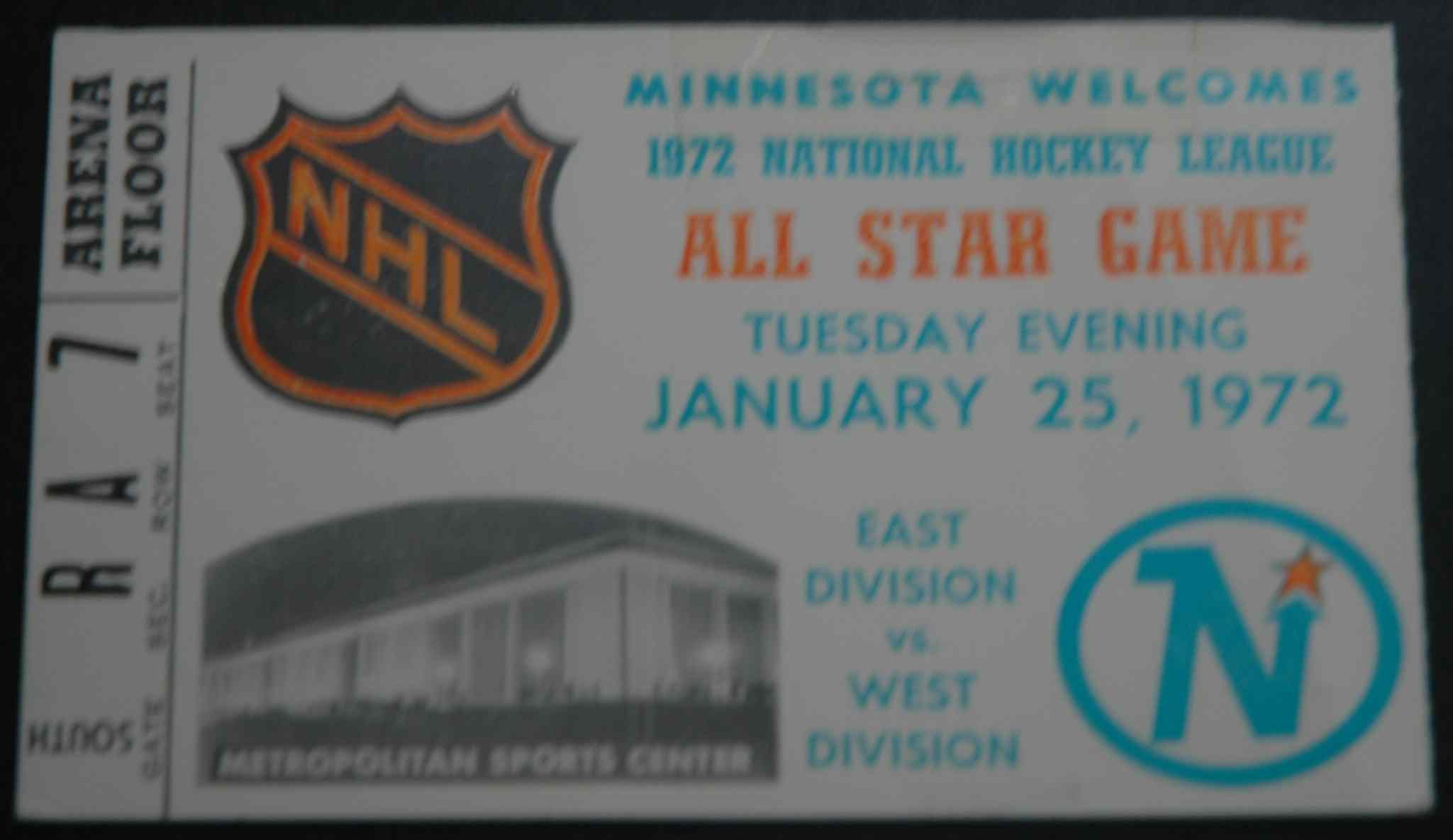
Billet pour le match des étoiles 1972

### Conférence de l'Est
- Entraîneur-chef : Al MacNeil ; Canadiens de Montréal.

Gardiens de buts
- 01 Ken Dryden ; Canadiens de Montréal.
- 30 Gilles Villemure ; Rangers de New York.

Défenseurs :
- 02 Brad Park ; Rangers de New York.
- 03 Jean-Claude Tremblay ; Canadiens de Montréal.
- 04 Bobby Orr ; Bruins de Boston.
- 09 Dale Tallon ; Canucks de Vancouver.
- 16 Rod Seiling ; Rangers de New York.
- 20 Dallas Smith ; Bruins de Boston.

Attaquants :
- 05 Red Berenson, C ; Red Wings de Détroit.
- 06 Richard Martin, AG ; Sabres de Buffalo.
- 07 Phil Esposito, C ; Bruins de Boston.
- 08 Rod Gilbert, AD ; Rangers de New York.
- 10 Gilbert Perreault, C ; Sabres de Buffalo.
- 11 Vic Hadfield, AG ; Rangers de New York.
- 12 Yvan Cournoyer, AD ; Canadiens de Montréal.
- 17 Paul Henderson, AG ; Maple Leafs de Toronto.
- 18 John McKenzie, AD ; Bruins de Boston.
- 19 Jean Ratelle, C ; Rangers de New York.
- 27 Frank Mahovlich, AG ; Canadiens de Montréal.

### Conférence de l'Ouest
- Entraîneur-chef : Billy Reay ; Black Hawks de Chicago.

Gardiens de buts :
- 01 Gump Worsley ; North Stars du Minnesota.
- 35 Tony Esposito ; Blackhawks de Chicago.

Défenseurs :
- 02 Bill White ; Black Hawks de Chicago.
- 03 Keith Magnuson ; Black Hawks de Chicago.
- 04 Ted Harris ; North Stars du Minnesota.
- 05 Carol Vadnais ; Seals de la Californie.
- 06 Doug Mohns ; North Stars du Minnesota.
- 12 Pat Stapleton ; Black Hawks de Chicago.

Attaquants
- 07 Garry Unger, C ; Blues de Saint-Louis.
- 08 Bill Goldsworthy, AD ; North Stars du Minnesota.
- 09 Bobby Hull, AG ; Black Hawks de Chicago.
- 10 Dennis Hull, AG ; Black Hawks de Chicago.
- 11 Ross Lonsberry, AG ; Kings de Los Angeles.
- 14 Pit Martin, C ; Black Hawks de Chicago.
- 15 Bobby Clarke, C ; Flyers de Philadelphie.
- 16 Chico Maki, AD ; Black Hawks de Chicago.
- 17 Simon Nolet, AD ; Flyers de Philadelphie.
- 21 Stan Mikita, C ; Black Hawks de Chicago.
- 22 Greg Polis, AG ; Penguins de Pittsburgh.

## Feuille de match
| No | Score            | Équipe           | Buteur (Passeur(s))          | Temps            |                  |
| Première période | Première période | Première période | Première période             | Première période | Première période |
| --- | ---------------- | ---------------- | ---------------------------- | ---------------- | ---------------- |
| 1 | 0-1              | Ouest            | B. Hull (Martin - Maki)      | 17:01            |                  |
| Pénalité : Hadfield (Est) trébuché 6:22                                                                                  |                  |                  |                              |                  |                  |
| Deuxième période |                  |                  |                              |                  |                  |
| 2 | 0-2              | Ouest            | Nolet (D. Hull)              | 1:11             |                  |
| 3 | 1-2              | Est              | Ratelle (Tremblay - Gilbert) | 3:48             |                  |
| 4 | 2-2              | Est              | McKenzie (Park - Seiling)    | 18:45            |                  |
| Pénalité : White (Ouest) trébuché 5:26                                                                                   |                  |                  |                              |                  |                  |
| Troisième période |                  |                  |                              |                  |                  |
| 5 | 3-2              | Est              | Esposito (Smith - Orr)       | 1:09             |                  |
| Pénalité : White (Ouest) retenu 2:28 ; Esposito (Est) accroché 5:34 ; Tremblay (Est) trébuché 8:42 ; Mohns (Ouest) 19:05 |                  |                  |                              |                  |                  |

Gardiens :
- Est : Dryden (30:24), Villemure (29:36, est entré à 10:24 de la 2e période).
- Ouest : Esposito (30:24), Worsley (29:03, est entré à 10:24 de la 2e période).

Tirs au but :
- Est (30) 09 - 08 - 13
- Ouest (27) 10 - 11 - 06

Arbitres : Bruce Hood
Juges de ligne : Claude Béchard, Matt Pavelich